# President de l'Uzbekistan

Escut de la República

El President de l'Uzbekistan és el cap d'estat de la República de l'Uzbekistan. Amb la dissolució de la Unió Soviètica, el país va declarar la independència amb no gaire entusiasme. El mateix president de l'extinta República Socialista Soviètica de l'Uzbekistan, Islom Karimov, esdevingué President de la nova República. El Partit Comunista es reconvertí en Partit Democràtic Popular i, des de llavors, algunes convocatòries d'eleccions sense avals internacionals i inacabables esmenes a la Constitució han concentrat el poder, retallat les llibertats i mantingut un règim cada vegada més dictatorial.

## Llista de Presidents
| Núm. | Imatge                          | Nom                                 | Inici                 | Fi                    | Partit                                                     | Observacions |
| 1.   | Islom Abdug‘aniyevich Karimov   | Islom Abdug‘aniyevich Karimov       | 1 de setembre de 1991 | 2 de setembre de 2016 | Partit Democràtic Popular de l'Uzbekistan                  |              |
| -    |                                 | Nigmatilla Yuldashev (interinament) | 2 de setembre de 2016 | 8 de setembre de 2016 | Partit Democràtic del Renaixement Nacional de l'Uzbekistan |              |
| 2.   | Shavkat Miromonovich Mirziyoyev | Shavkat Miromonovich Mirziyoyev     | 8 de setembre de 2016 | en actiu              | Partit Demòcrata Liberal de l'Uzbekistan                   |              |